# 西小沢村
西小沢村（にしおざわむら）は茨城県久慈郡にかつて存在した村である。

## 地理
- 現在の常陸太田市の南部、旧常陸太田市の中部に位置する。
- 村域の阿武隈高地の一部に位置し、山がちな地形である。
- 村は久慈川の支流里川が流れる。

## 歴史
村名はかつて存在した小沢郷の西部に位置していたことに由来する。

### 村域の変遷
- 1889年（明治22年）4月1日 - 町村制施行により、堅磐村・上土木内村・内田村・岡田村・小沢村・沢目村が合併し久慈郡西小沢村が発足。
- 1954年（昭和29年）7月15日 - 西小沢村は佐都村・誉田村・機初村・佐竹村・幸久村ととも太田町に編入され、消滅。
  - 同日太田町は市制施行・改称し常陸太田市になる。

変遷表
| 1868年 以前 | 1868年 以前 | 明治22年 4月1日 | 昭和29年 7月15日 | 現在       |
| ----------- | ----------- | --------------- | ---------------- | ---------- |
|             | 堅磐村      | 西小沢村        | 太田町 に編入    | 常陸太田市 |
|             | 上土木内村  | 西小沢村        | 太田町 に編入    | 常陸太田市 |
|             | 落合村      | 西小沢村        | 太田町 に編入    | 常陸太田市 |
|             | 内田村      | 西小沢村        | 太田町 に編入    | 常陸太田市 |
|             | 岡田村      | 西小沢村        | 太田町 に編入    | 常陸太田市 |
|             | 小沢村      | 西小沢村        | 太田町 に編入    | 常陸太田市 |
|             | 沢目村      | 西小沢村        | 太田町 に編入    | 常陸太田市 |

## 人口・世帯

### 人口
総数 [単位： 人]
| 1891年（明治24年） | 1,75  |
| 1920年（大正 9年） | 2,323 |
| 1935年（昭和10年） | 2,393 |
| 1950年（昭和25年） | 2,970 |

### 世帯
総数 [単位： 世帯]
| 1920年（大正 9年） | 490 |
| 1935年（昭和10年） | 442 |
| 1950年（昭和25年） | 543 |

## 交通

### 鉄道
- 日立電鉄
  - 日立電鉄線（2005年4月1日に廃止）
    - 常陸岡田駅 - 小沢駅